# Вебер, Рудольф
Рудольф Вебер (нем. Rudolf Weber; годы жизни неизвестны) — немецкий лесовод конца XIX века, профессор лесоустройства и геодезии в Мюнхенском университете.
По окончании общего образования в Университете и специального в Ашафенбургской лесной школе, поступил ассистентом при химической лаборатории этой Школы и затем, в начале восьмидесятых годов, в звании обер-ферстера назначен там же доцентом лесных наук, а в 1884 году переведён в Мюнхенский университет, где в следующем году избран профессором.
Первые учёные труды его относятся к почвоведению, климатологии и физиологии растений:
- «Der Wald im Haushalt der Natur u. die Menschen» (1874),
- «Ueber den Einfluss des Standortes auf die Zusammensetzung der Aschen von Buchenlaub und Fichtennadeln» (в «Allgemeine Forst und Jagdzeitung», 1875 г.),
- «Physiologische Untersuchungen über den Einfluss des Lichtes auf das Pflanzleben»,
- «Beiträge zur agronomische Statik des Waldbaues» (в «Forstliche Blätter», 1876 г.)
- «Das Holz der Rothbuche im anatomischphysiologischer, chemischer und forstlicher Richtung» (1888) — вместе с профессором Робертом Гартигом.

Кроме того, им написано в общей части энциклопедии К.Лорея — «Handbuch der Forstwissenschaft», отдел: «Die Aufgaben der Forstwirthschaft» и «Allgemeine Erörterungen über die Ziele und Mittel der forstlichen Produktion», составлено объяснение всех слов по почвоведению, климатологии и лесоустройству, помещённых в словаре Г. Г. Фюрста — «Illustriertes Forst und Jagd-Lexikon» (1887) и ряд статей «Ueber die Bedeutung der Holz verarbeitenden Industriezweige» (в «Forstwissenschaftliche Centralblatt», 1883 и 1884).
В 1875 г. Вебер придумал особый карманный инструмент для определения объёмов стволов деревьев, не имеющий, впрочем, особенного практического значения. Наконец, в 1891 году появилось замечательное его сочинение — «Lehrbuch der Forsteinrichtung mit besonderer Berücksichtigung der Zuwachsgesetze», которое занимало весьма видное место в современной лесоводственной литературе: это разработка данных, добытых многочисленными исследованиями на германских лесоводственных опытных станциях, о ходе роста насаждений и вывод из них общих законов.
В 1897—1905 гг. возглавлял Баварское государственное лесное управление.